# Calendari Porrerenc
El Calendari Porrerenc és un almanac o parenòstic editat a Porreres (Mallorca) per Joan Barceló i Bauçà i Bartomeu Amengual i Gomila.
Es ve publicant, de forma ininterrompuda des de l'any 1994. Es defineix com a almanac popular, astronòmic, astrològic, religiós, cronològic, històric, geogràfic i d'interès local. S'inclouen aspectes històrics i curiosos, el calendari mensual de les pràctiques agrícoles més adients per al camp, l'horta, el jardí, els arbres fruiters i per l'avicultura. Hi col·laboren també Lluís Mestres, Rosa Barceló, Joana Maria Noguera, Miquel A. Arranz i altres.